# Guy Bedouelle
Guy Bedouelle, O.P. (Lisieux, 6 aprile 1940 – Friburgo, 22 maggio 2012), è stato un presbitero e filosofo francese.

## Biografia
Guy Bedouelle si è laureato all'Istituto di studi politici di Parigi. Specialista in storia religiosa e relazioni tra Chiesa e Stato, ha presieduto il Centre d'études du Saulchoir, il centro degli studi teologici della provincia domenicana di Francia. Professore di storia all'Università di Friburgo, in Svizzera, per 30 anni, dal 1977 al 2007, è stato poi rettore dell'Université catholique de l'Ouest (2007-2011). Membro fondatore del comitato di redazione dell'edizione francese della rivista Communio, ha anche diretto le riviste Mémoire dominique e Pierre d'Angle.

## Pubblicazioni
- L’Invisible du cinéma, 2006.
- Une république, des religions, 2003
- La Réforme du catholicisme, 2002.
- Les Laïcités à la française, 1998.
- L’Histoire de l’Église, 1997.
- Le Temps des Réformes et la Bible, 1989.
- Du spirituel dans le cinéma, 1985.
- Dominique ou la grâce de la parole, 1982.
- L’Église d’Angleterre et la société politique contemporaine, 1968.
- A immagine di san Domenico, Jaca Book, 1994, ISBN 8816302666
- Dizionario di storia della Chiesa, ESD-Edizioni Studio Domenicano, 1997, ISBN 9788870942651
- La riforma del cattolicesimo (1480-1620), Jaca Book, 2003, ISBN 978-88-16-43722-7
- Storia illustrata della chiesa. Le grandi sfide, Città Nuova, 2004, ISBN 8831193317.
- Guy Bedouelle, Jean-Louis Bruguès, Philippe Becquart, Amore e sessualità nel cristianesimo, Jaca Book, 2007, ISBN 978-8816437272